# 徳島藩主蜂須賀家墓所

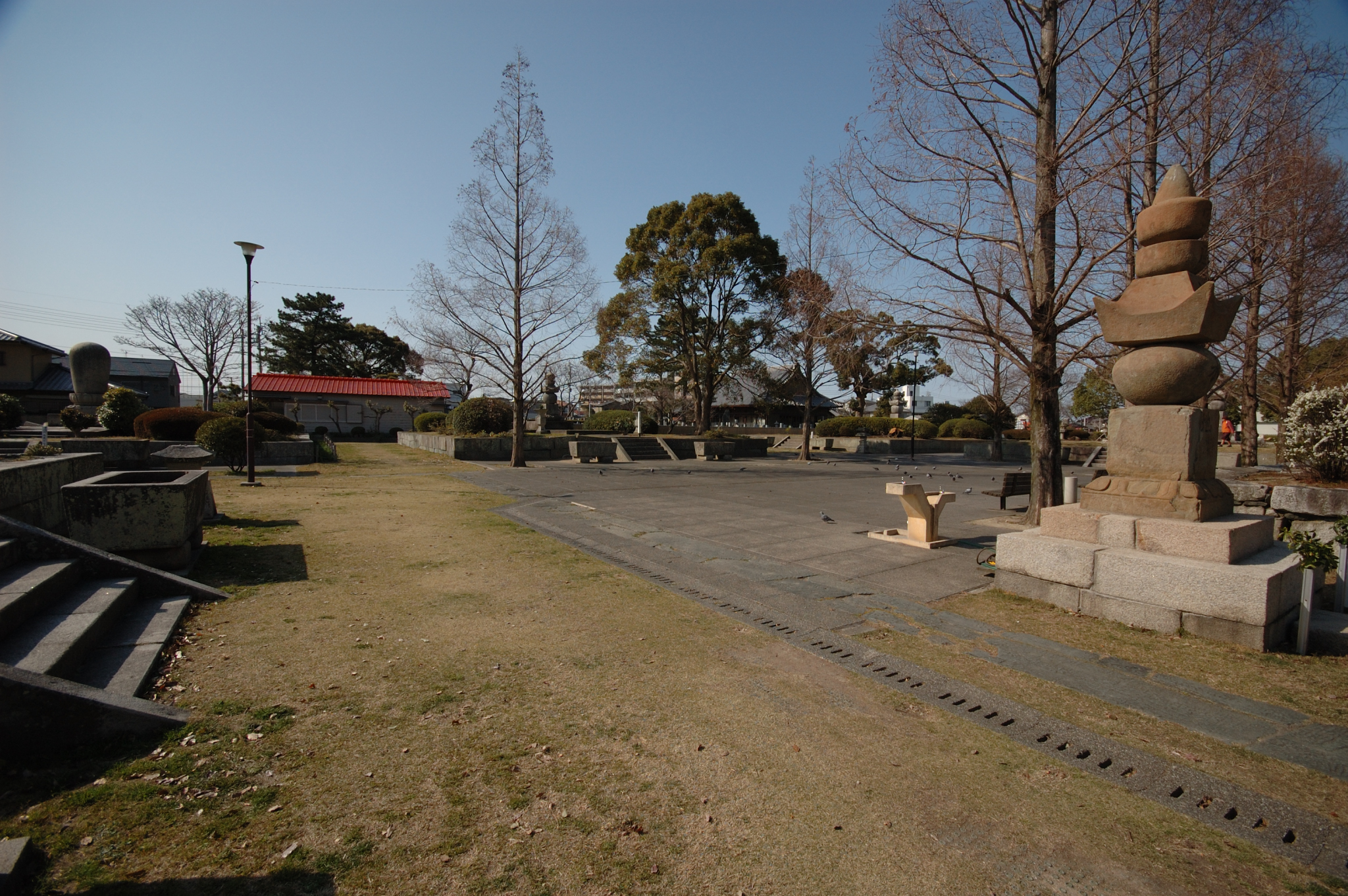
興源寺墓所

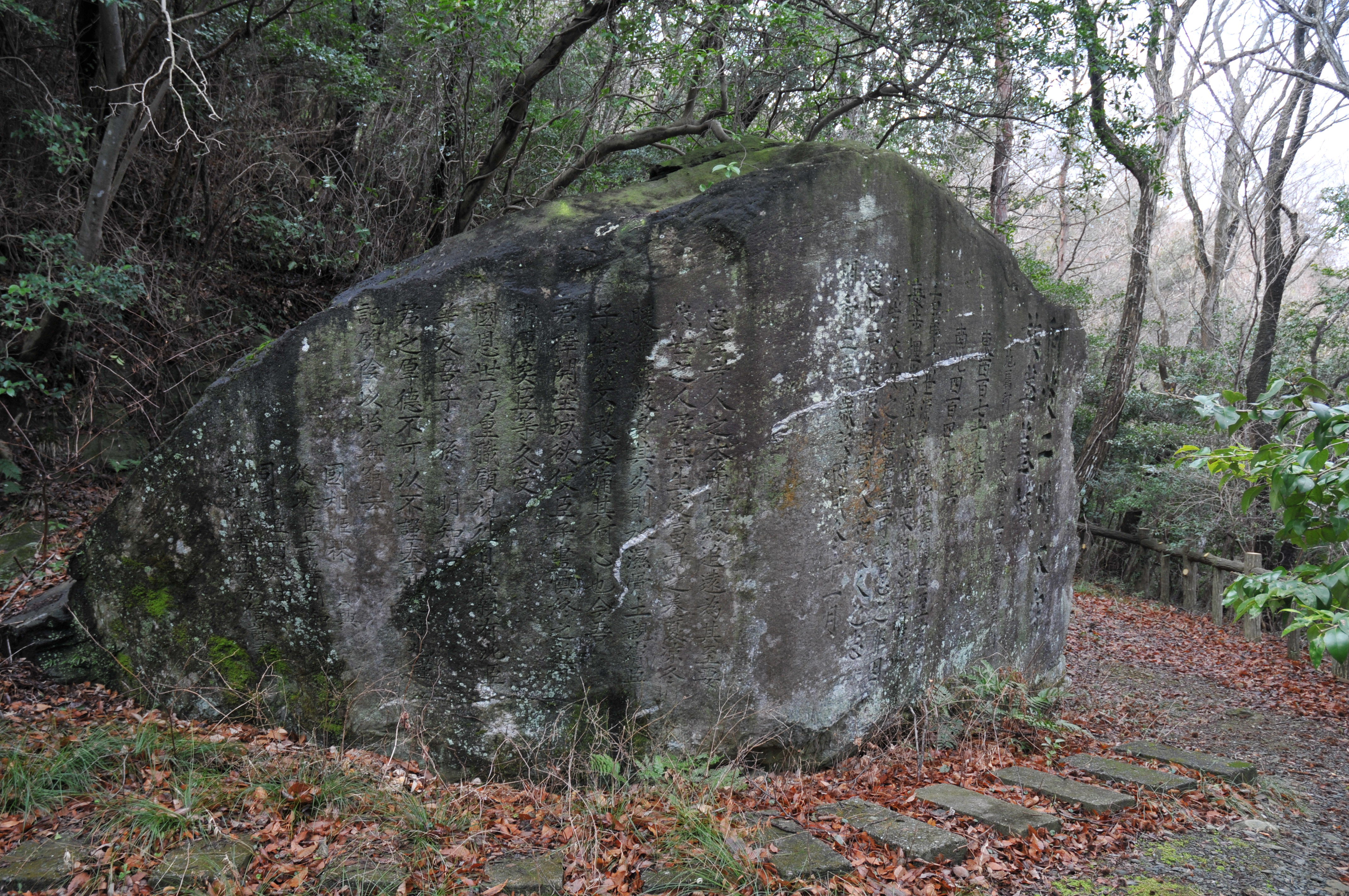
阿淡二州太守族葬墓域の碑（万年山墓所）

徳島藩主蜂須賀家墓所（とくしまはんしゅはちすかけぼしょ）は、徳島県徳島市にある徳島藩主蜂須賀氏とその一族および重臣の墓所である。2002年（平成14年）9月20日、国の史跡に指定された。とくしま市民遺産選定。

## 概要
指定された墓所は、下助任町の助任緑地にある興源寺墓所（北緯34度4分58.2秒 東経134度33分19.6秒 / 北緯34.082833度 東経134.555444度）と、佐古山町諏訪山にある万年山墓所（北緯34度4分17.4秒 東経134度31分49.1秒 / 北緯34.071500度 東経134.530306度）の2箇所である。

### 興源寺墓所
家祖である正勝から13代藩主斉裕までの墓がある。元来、蜂須賀家菩提寺としては徳島城内に藩祖家政の異父兄で臨済宗の僧となっていた東嶽が開山した江岸山福聚寺（こうがんざん ふくじゅじ）があった。1586年（天正14年）家政は下助任町に菩提寺を移し、2代忠英が1636年（寛永13年）に大雄山興源寺と改めた。寺院と藩主家の墓域とを築地塀で隔てて墓所が造営され、以後、13代斉裕までの墓が築かれた。家祖正勝の墓のみは塀の外にある。
8代宗鎮および10代重喜以降は、佐古山町の万年山墓所に埋葬され、興源寺墓所には遺髪のみの拝み墓が築かれた。
現在、興源寺自体は縮小し昔日の面影はないが、墓所は1985年（昭和60年）より徳島市によって整備され墓地公園(助任緑地)となっている。

### 万年山墓所
1766年（明和3年）10代藩主重喜によって、眉山北側の万年山に儒教式の墓所が造営された。8代宗鎮の墓を興源寺墓所より改葬し、10代重喜以後、最後の藩主となる14代茂韶までの6人の藩主の墓と、妻子・親族ら67人の墓がある。8代および10代から13代までは儒式墓と興源寺の仏式拝み墓の両墓制となっており、全国的に極めて特異な形式となっている。
墓域は眉山山頂から山麓の南佐古四番町に至り、東は清林谷、西は巴蛇谷（はじゃだに）となっている。眉山6合目には自然石を用い「阿淡二州太守族葬墓域」と題した明和3年11月付けの碑があり、一般に「墓域の碑」と呼ばれる。
1971年（昭和46年）大阪府大阪市天王寺区六万体町の国恩寺にあった家祖・正勝の墓を頂上付近に改葬した。
太平洋戦争前までは旧家臣団により維持管理され整備されていた。しかし、戦後になると管理するものも少なくなり、藩主の墓は比較的保存状態が良かったが、その他は荒廃している。特に一族の墓は1946年（昭和21年）の昭和南海地震で倒壊したそのままの状態になっている。徳島県は国の史跡に指定されたのを期に予算計上を行い、公有化・整備に向けて動いている。藩主の墓を中心に墓碑周囲の玉垣を修復し平唐門の復元作業などが行われている。

## 墓石の倒壊と盗難
2001年に蜂須賀正勝の墓石の一部が倒され、妻の松の墓石の一部が盗難に遭っており、その後に修理・復元された。
2024年2月15日には蜂須賀正勝の墓石が倒れているのが発見され、文化財保護法違反の疑いで捜査が行われている。